# Microsoft Vine
Microsoft Vine ([ˈmaɪkrəsɒft vaɪn]) — социальная сеть от компании Microsoft. По заявлению разработчиков, она планировалась как ориентированная на связь людей, оказавшихся в чрезвычайных ситуациях, когда другие каналы связи недоступны. Идея создания такой сети возникла в 2005 году, когда на США обрушился ураган Катрина. Регистрация была возможна исключительно по приглашению.
В сентябре 2010 года пользователям Vine было разослано оповещение о том, что сервис будет закрыт с 11 октября. 
В данный момент сеть не работает, домен продаётся.